# Örjan Lindqvist
Erik Örjan Nicanor Lindqvist, född 28 augusti 1943 i Östersund, död 5 juli 2010 på Åsgård, var en svensk musiker, kontrabasist (och ibland durspelare) i gammeldansorkestern Bröderna Lindqvist sedan 1963. Örjan Lindqvist var också sångare på Bröderna Lindqvists singel Virus och bakterier  som låg på svensktoppen år 1974. Han medverkar också som kontrabasist på en mängd skivinspelningar med andra artister, exempelvis på de två samlingsskivorna "Folkmusik från Jämtland" (1996) och "Spelmanslåtar från Rödöbygden" (1999). Han belönades tillsammans med Folke Lindqvist och Åke Lindqvist med Jämtlands läns landstings kulturpris "Peterson-Berger priset" år 1991 och Jämtlandsgillets i Stockholms kulturstipendium år 2003 samt - tillsammans med Folke Lindqvist - med Per Stiernströms kulturstiftelses hedersutmärkelse år 2006. Efter sin död hyllades han också med en särskild klockringning med melodin Wiggen från Östersunds rådhus på tolvslaget under sommaren 2010. Han var son till spelmannen Nicanor Lindqvist.